# Éver Banega
Éver Maximiliano David Banega (født 29. juni 1988 i Rosario, Argentina) er en argentinsk fodboldspiller, der spiller som central midtbanespiller for den spanske La Liga-klub Sevilla FC. Han har desuden spillet adskillige kampe for Argentinas landshold.

## Klubkarriere

### Boca Juniors
Banega, der havde spillet for Boca Juniors' ungdomshold siden år 2000, var også tilknyttet klubben i sit første år som seniorspiller i Primera División de Argentina. Han debuterede for klubben 10. februar 2007 i et opgør mod Banfield. Samme år var han med til at vinde Copa Libertadores med holdet.

### Valencia CF
Banega blev den 5. januar 2008 solgt til den spanske La Liga-klub Valencia CF for en pris på ca. 18 millioner euro. Samme måned debuterede han for klubben i et liganederlag til Atlético Madrid.
Netop Atlético var Banega udlejet til i hele 2008-2009 sæsonen. Her havde han dog problemer med at etablere sig på holdet, ikke mindst på grund af to røde kort i ligakampe mod henholdsvis Villarreal og Almería.
Efter endt lejeophold returnerede Banega til Valencia i sommeren 2009.

### Newell's Old Boys
På absolut sidste dag af januar 2014 transfervinduet, blev Banega af økonomiske årsager udlejet til argentinske Newell's Old Boys som desuden ligger i Banegas hjemmeland.

## Sevilla
Banega har fra 2014 spillet i Spanien hos Sevilla FC, dog afbrudt af et ét-årigt ophold i Italien hos Inter.

## Landshold
Banega står (pr. 22. marts 2018) noteret for 59 kampe og fem mål for Argentinas landshold, som han debuterede for den 6. februar 2008 i et opgør mod Guatemala. Han var samme år en del af truppen der vandt guld ved OL i Beijing.
Som ungdomsspiller var Banega også med Argentinas U-20 landshold med til at vinde guld ved U-20 VM.

## Titler
Copa Libertadores
- 2007 med Boca Juniors

Copa del Rey
- 2008 med Valencia

Europa League
- 2015 og 2016 med Sevilla.

U-20 VM
- 2007 med Argentina